# Den danske Brigade
|  | Denne artikel omhandler en dokumentarfilm om Den Danske Brigade |
Den danske Brigade er en dokumentarfilm fra 1946 instrueret af Bjarne Henning-Jensen, Astrid Henning-Jensen efter manuskript af Bjarne Henning-Jensen.

## Handling
Filmen skildrer livet i uddannelseslejrene i Sverige, hvor Den danske Brigade trænede med store opgaver for øje, og giver indtryk af den hårde uddannelse, mandsskabet måtte gennemgå.